# Zebuleon
 (avril 2019).
Si vous disposez d'ouvrages ou d'articles de référence ou si vous connaissez des sites web de qualité traitant du thème abordé ici, merci de compléter l'article en donnant les références utiles à sa vérifiabilité et en les liant à la section « Notes et références ».
Zebuleon est un ange mentionné dans l'apocalypse grecque d'Esdras. 
Son nom a été révélé à Esdras comme l'un des neuf anges qui gouverneront "à la fin du monde". Les neuf anges mentionnés sont: Michel, Gabriel, Uriel, Raphaël, Gabuthelon, Aker, Arphugitonos, Beburos et Zebuleon. Il n'est pas considéré comme un archange et est une figure non canonique.